# Titularbistum Thuburbo Maius
Thuburbo Maius (italienisch: Tuburbo Maggiore) ist ein Titularbistum der römisch-katholischen Kirche.
Es geht zurück auf einen untergegangenen Bischofssitz in der gleichnamigen antiken Stadt Thuburbo Maius, die in der römischen Provinz Africa proconsularis (heute nördliches Tunesien) lag. Der Bischofssitz war der Kirchenprovinz Karthago zugeordnet.
| Titularbischöfe von Thuburbo Maius |                    |                                                          |                 |                    |
| Nr.                                | Name               | Amt                                                      | von             | bis                |
| 1                                  | Servílio Conti IMC | Prälat von Roraima (Brasilien)                           | 8. Februar 1968 | 14. September 2014 |
| 2                                  | John Kochuthundil  | Kurienbischof der syro-malankarischen Kirche (Brasilien) | 5. August 2017  | 10. April 2018     |
| 3                                  | Robert Casey       | Weihbischof in Chicago (USA)                             | 3. Juli 2018    | 12. Februar 2025   |